# Воловик Всеволод Валентинович
Все́волод Валенти́нович Волови́к (нар. 28 жовтня 1967 — 21 листопада 2014) — розвідник Добровольчого українського корпусу, капітан у відставці.

## Життєпис
У 1987 році закінчив Калінінградське військове авіаційно-технічне училище, спеціальність «радіотехнічні засоби». Капітан у відставці, був професійним військовим розвідником.
Займався підприємництвом, протягом 2013—2014 років з Національним військово-історичним музеєм України, в рамках співпраці робив виставку до річниці виведення радянських військ з Афганістану. Якийсь час працював на посаді молодшого наукового співробітника філії НВІМУ-Меморіального комплексу «Пам'яті Героїв Крут».
Під час Революції Гідності долучився до Правого сектору. Член політичної партії «Правий сектор», 2014 року на виборах до Верховної Ради України кандидував у народні депутати за списком партії.
У часі війни — боєць 5-го окремого батальйону ДУК «Правий сектор». Готував розвідників, займався розвідкою, активно брав участь у звільнені українських міст на Донбасі. Влітку потрапив до полону «ЛНР», де провів 45 діб, вийшов з полону за обміном — терористи не дізналися, що він з «Правого сектора», переконав їх, що військовий.
21 листопада підірвався на міні поблизу аеропорту Донецька. Тоді ж поліг побратим «Морпєх».
24 листопада відбулася заупокійна служба в Михайлівському Соборі, прощання у Будинку офіцерів. Похований на Лук'янівському військовому цвинтарі.
Без Всеволода лишились дружина, від попереднього шлюбу — син 1998 р.н. та донька 1992 р.н.

## Нагороди
- Відзнака Міністра оборони України «За воїнську доблесть»;
- нагрудним знаком «За оборону Донецького аеропорту» (посмертно);
- Відзнака ДУК ПС «Бойовий Хрест Корпусу» (посмертно);
- В 2021 році був нагороджений орденом «За мужність» III ступеня (посмертно)[1].

## Вшанування
Ім'я Всеволода Воловика носить окрема тактична група Добровольчого українського корпусу.